# 特奧多羅施米特
特奧多羅施米特是智利的城鎮，位於該國中部，由阿勞卡尼亞大區負責管轄，距離特木科71公里，始建於1981年1月12日，面積650平方公里，海拔高度32米，2002年人口15,504。

## 外部連結
- （西班牙文） Municipality of Teodoro Schmidt （页面存档备份，存于）